# Denzel Dumfries
Denzel Justus Morris Dumfries (Rotterdam, 18. travnja 1996.) nizozemski je nogometaš koji igra na poziciji desnog beka. Trenutačno igra za Inter Milan.

## Klupska karijera
Dumfries je 2014. zamijenio amaterski klub BVV Barendrecht s profesionalnim klubom Sparta Rotterdam za koji je debitirao 20. veljače 2015. protiv FC Emmena. Godine 2016. sa Spartom je ostvario promociju u Eredivisie te je osvojio nagradu za talenta godine Eerste Divisiea. Tijekom ljeta 2017. prešao je u SC Heerenveen, a u lipnju iduće godine u PSV. Dana 14. kolovoza 2021. prešao je u redove talijanskog prvaka Inter Milana.

## Reprezentativna karijera

### Aruba
Za Arubu je debitirao u ožujku 2014. u prijateljskoj utakmici protiv Guama. Nekoliko dana kasnije Aruba i Guam igrali su još jednu utakmicu u kojoj je Dumfries bio strijelac.

### Nizozemska
Tijekom svoje omladinske karijere nastupao je za selekcije Nizozemske do 20 i 21 godine. Za A selekciju debitirao je 13. listopada 2018. u utakmici u kojoj je Nizozemska pobijedila Njemačku 3:0. Svoj prvi gol za A selekciju postigao je 13. lipnja na utakmici odgođenog Europskog prvenstva 2020. protiv Ukrajine (3:2). Četiri dana kasnije, u idućoj utakmici Nizozemske na tom natjecanju, ponovno je postigao gol i to Austriji (2:0).

## Priznanja

### Individualna
- Talent mjeseca Eredivisieja: kolovoz 2017.[11]
- Član momčadi godine Eredivisieja: 2018./19.[12]

### Klupska
Sparta Rotterdam
- Eerste Divisie: 2015./16.

Inter Milan
- Coppa Italia: 2021./22., 2022./23.[13]
- Supercoppa Italiana: 2021., 2022.[14]

## Vanjske poveznice
- Profil, WorldFootball.net
- Profil  Arhivirana inačica izvorne stranice od 31. kolovoza 2021. (Wayback Machine), Voetbal International
- Profil, Ons Oranje